# تصاویر زیبا
تصاویر زیبا (به فرانسوی: les belles images)رمانی است از سیمون دوبووار، فیلسوف اگزیستانسیالیست و فمینیست، که در سال۱۹۶۶ چاپ شد. دوبووار پس از آن که دوازده سال نویسندگی را کنار گذاشت با نگاشتن «تصاویر زیبا» دوباره در عرصه نویسندگی ظاهر شد.

## ویژگی‌ها
این اثر نشان دهنده شالوده شکنی زبانی توسط دوبووار است. دوبووار در این کتاب به پوچی جامعه تکنوکرات اشاره می‌کند که در آن ایده‌ها و احساسات در عبارات پوچ یک آگهی‌نویس گنجانده شده است. تصاویر زیبا تلاش دارد تا سردرگمی و عدم ثبات ذهنی زنان را در دوره‌های مختلف اجتماعی و تاریخی فرانسه نشان دهد.